# Klaus Lenz

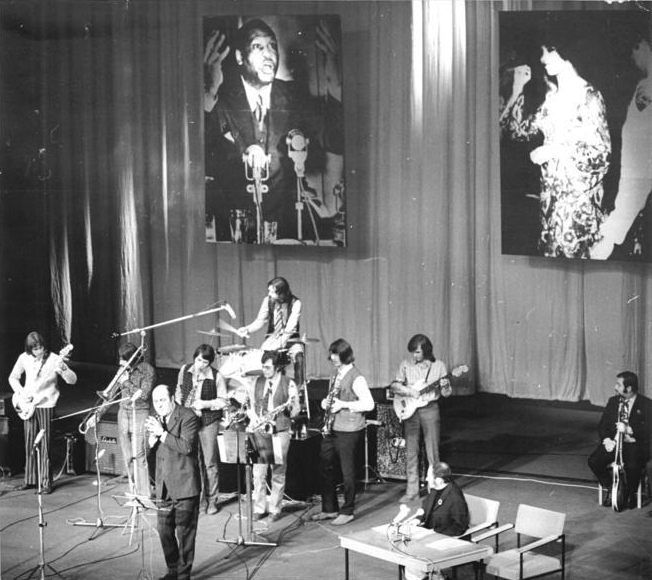
Klaus-Lenz-Band und Manfred Krug 1971

Klaus Lenz (* 22. März 1940 in Berlin) ist ein deutscher Jazzmusiker, Bandleader und Komponist, vor allem in der Stilrichtung Modern Jazz. Er lebte bis 1977 in der DDR und gilt als Nestor der DDR-Jazzszene. Viele bekannte Interpreten wie Manfred Krug, Günther Fischer, Reinhard Lakomy, Henning Protzmann (Karat), Günter „Baby“ Sommer und Ulrich Gumpert erlernten bei ihm das musikalische Handwerk und spielten mit ihm erfolgreiche Alben ein. Klaus Lenz spielte mit ständig wechselnden Besetzungen, ein Zeugnis seiner permanenten Suche nach neuen musikalischen Ausdrucksformen. Mit jeder Formation erreichte er einen hohen Standard. Neben seinem Engagement als Jazzmusiker komponierte er im Pop-Bereich, arrangierte er für namhafte Orchester und schrieb Film- und Theatermusiken, unter anderem für die DEFA-Filme Hochzeitsnacht im Regen (1967), Käuzchenkuhle (1968), Mit mir nicht, Madam! (1969), Dornröschen (1970), He, Du! (1970) und Stülpner-Legende (1972/1973).

## Leben und Wirken
Klaus Lenz spielte bereits als Kind Trompete. Von 1956 bis 1958 besuchte er die Musikfachschule in Berlin und anschließend das Konservatorium. Seine musikalische Laufbahn begann 1958 im Orchester Eberhard Weise aus Görlitz. 1960 wechselte er in das Tanz- und Schauorchester Max Reichelt.
Ein Jahr später gründete Lenz seine erste eigene Band, das Quintett 61, in dem auf den Einsatz eines Pianos verzichtet wurde. In dieser Band spielten neben ihm Udo Reichel (Schlagzeug), Hermann Anders beziehungsweise Peter Baptist (Posaune), Heinz Schröter (Tenorsaxofon) und Gerd Lübke (Bass). 1962, als Pianist Armin Baptist neu in die Band kam, erfolgte die Erweiterung zum Klaus-Lenz-Sextett. Horst Krüger übernahm den Bass und etwas später wechselte Günter „Baby“ Sommer ans Schlagzeug. 1965 gründete Lenz ein neues Sextett, welches bis 1969 in wechselnder Besetzung bestand. Ihm gehörten unter anderem Günther Fischer (Tenor- und Altsaxofon) Henning Protzmann (Bass), Reinhard Lakomy beziehungsweise Ulrich „Uli“ Gumpert (Klavier) an.
In den Jahren 1963 bis 1968 vereinte Lenz, jeweils für kurze Zeit, in seinen noch heute gerühmten Klaus-Lenz-Bigbands die besten Jazz-Musiker der DDR. Klaus Lenz kannte aus seiner Zeit im Orchester Eberhard Weise die Qualitäten des Manfred Ludwig Sextetts und formierte um diese Band seine 1963er Bigband. Zu den verschiedenen Formationen seiner Bigband gehörten Ernst-Ludwig Petrowsky (Alt- und Tenorsaxofon), Klaus Smesny (Altsaxofon), Heinz Schröter (Tenorsaxofon), Jens Glevke (Tenorsaxofon), Manfred Catcher Schulze (Baritonsaxophon), Heinz Becker (Trompete), Udo Reichelt (Schlagzeug), Hermann Anders (Posaune), Günter Gocht (Trompete), Werner Bimbo Gasch (Schlagzeug), Siegfried Ziegert (Bass), Joachim Kühn (Klavier), Bojidar Hristoff (Trompete), Herbert Rössner (Trompete), Karl-Heinz Fabian (Posaune), Ali Schilling (Posaune), Hubert Katzenbeier (Posaune), Peter Baptist (Posaune), Ullrich Türkowsky (Bass), Armin Baptist (Klavier), Horst Krüger (Bass), Günter Baby Sommer (Schlagzeug), Wolfgang „Büchse“ Winkler (Schlagzeug), Ernst Hajek (Trompete), Hans Lippold (Posaune), Iri Antonov (Altsaxofon), Micha Sokoloff (Tenorsaxofon) und als Sänger Manfred Krug. Lenz selbst schrieb die meisten Arrangements, geprobt wurde in Görlitz. Im Januar 1963 hatte die Band ihr erstes Konzert. Die erste Tournee war so erfolgreich, dass Lenz bereits im Januar 1964 eine zweite Auflage seiner Bigband präsentierte. Die Band zeigte sich nun ausgereifter und homogener und gastierte in 13 Städten der DDR. Zeugnis dieser einzigartigen Formation in der Geschichte des DDR-Jazzes sind die bei Amiga produzierten Langspielplatten Manfred Krug und die Modern Jazz Big Band 65 und Modern Jazz Big Band 65.
1969 gründete er das Klaus-Lenz-Orchester, das ein Jahr später wieder aufgelöst wurde. Aus ihm entstanden die Band SOK und die Klaus-Lenz-Band. Mit dieser Formation spielte er die LP Klaus Lenz für Fenz ein.
Durch eine Fusion der Klaus-Lenz-Band mit der Modern Soul Band, die 1968 von Gerhard „Hugo“ Laartz gegründet worden war, hob Lenz 1972 ein weiteres erfolgreiches Bandprojekt aus der Taufe. Es entstand die Klaus-Lenz-Modern-Soul-Big-Band. Mit dieser Formation ging er 1973 und 1974 erfolgreich auf Tournee und produzierte eine weitere LP beim DDR-Label Amiga. Zu dieser Band gehörten: Klaus Lenz (Bandleader, Trompete), Mario Peters (Klavier), Jarek Smietana (Gitarre), Jörg Dobbersch (Bass), Dietrich Petzold (Geige), Dieter Erhard (Schlagzeug), Axel Glenn Müller (Alt- und Tenorsaxofon, Querflöte), Helmut Forsthoff (Tenorsaxofon, Querflöte), Axel Gothe (Baritonsaxofon, Querflöte ), Claus-Dieter Knispel (Trompete, Flügelhorn), Jochen Gleichmann (Trompete), Signor Rothbart (Trompete), Hermann Anders (Posaune, Arrangements, Komposition), Sieghard Schubert (Posaune), Joachim Graswurm (Trompete, Flügelhorn) als Gast, Conny Bauer (Posaune), Gerhard Laartz (Ventilposaune), Rainer Gäbler (Altsaxofon), Caspar Hansmann (Tenorsaxofon), Eberhard Klunker (Gitarre), Eugen Hahn (Bassgitarre), Karl-Jürgen Rath (Schlagzeug), Uschi Brüning (Gesang) und Klaus Nowodworski (Gesang).
1975 entstand mit der Klaus-Lenz-Big-Band eine weitere hervorragende Bigband. Neben Lenz, Müller, Forsthoff, Knispel, Rothbart, Erhard und Dobersch gehörten zu dieser Band: Kaspar Hansmann (Querflöte, Bass), Max Pflugbeil (Trompete), Bernd Swoboda (Posaune), Manfred Nytsch (Posaune), Wolfgang Fiedler (E-Piano, Orgel), Jürgen Heinrich (Gitarre) und Christian Schmidt als Sänger. Mit dieser Formation setzte Lenz die erfolgreiche Zusammenarbeit mit Manfred Krug und später mit Uschi Brüning fort. Die 1976 veröffentlichte LP Aufbruch war zugleich seine letzte in der DDR produzierte Platte, da er 1977 in die Bundesrepublik Deutschland übersiedelte. Erst nach der Wende in der DDR tauchte ein Konzertmitschnitt dieser Formation aus dem Jahr 1977 auf, welcher 2001 bei Buschfunk veröffentlicht wurde. Dieses Konzert vereinte alle bekannten Modern-Jazz-Vokalisten der DDR auf einer Bühne. Mit dabei waren Regine Dobberschütz, Klaus Nowodworski, Angelika Mann, Uschi Brüning, Holger Biege, Stephan Trepte und Hansi Klemm.
In der Bundesrepublik Deutschland produzierte Klaus Lenz 1978 mit der Klaus Lenz Jazz&Rock Machine als erstes Album die LP Fusion. Mit dabei waren Zbigniew Namysłowski (Alt- und Sopransaxofon), Friedemann Graef (Tenorsaxofon), Bernhard Mergner (Trompete), Eddy Hayes (Flügelhorn), Paul Gebauer (Posaune), Thomas Wiedermann (Posaune), Johannes Rohloff (Fender-Piano, Klavier, Mini-Moog), Ralph Blaha (Gitarre), Hans Hartmann (Bass) und Detlef Kessler (Schlagzeug). Auf einer zweiten LP Sleepless Nights (1980) spielte unter anderem Norbert Stein mit.
Um 1980 wandte sich Klaus Lenz von der Musik ab, weil er von der Musik, die er machen wollte, nicht mehr leben konnte, und arbeitete im Rheinland als Restaurator. 2010 kam es zu einer Neuauflage seiner Bigband. An den Konzerten in fünf ostdeutschen Städten waren auch Musiker seiner alten Bands wie Ernst-Ludwig Petrowsky, Konny Körner, Uschi Brüning und Hansi Klemm beteiligt, aber auch Jens Winther und Hugo Read.
Klaus Lenz war mehrere Jahre mit Regine Lenz verheiratet, einem der bekanntesten Models der DDR.
Er lebt heute in Mauel bei Köln.

## Diskografie

### Singles
- 1963: Quintett 61 (Amiga)
- 1966: Klaus Lenz Sextett: Schau her/Friedenslied (Amiga)
- 1966: Klaus Lenz Sextett: Hava Nagila (Amiga, nur B-Seite)
- 1967: Klaus Lenz Sextett: Verzeih, weil ich es bereu'/Zigeunerballade (Amiga)
- 1967: Klaus Lenz Sextett: Wenn du traurig bist/Jeder Tag mit dir (Amiga)

### LPs
- 1965: Modern Jazz Big Band 65 (Amiga)
- 1965: Manfred Krug und die Modern Jazz Big Band 65 (Amiga)
- 1970: Klaus Lenz für Fenz (Amiga)
- 1974: Klaus Lenz-Modern Soul Big Band (Amiga)
- 1974: Klaus Lenz Big Band (Muza)
- 1975: Klaus Lenz Big Band (Amiga)
- 1976: Aufbruch (Amiga)
- 1977: Wiegenlied (Vinyl Records)
- 1978: Fusion (GeeBeeDee)
- 1980: Sleepless Nights (GeeBeeDee)

### CDs
- 2001: Klaus Lenz Modern Soul Big Band 1977 (Buschfunk)
- 2010: Hi De Ho (Tour Highlights 2010) sechzehnzehn

## Filmografie
- 1967: Hochzeitsnacht im Regen
- 1968: Gesicht einer Jugend
- 1969: Schiffskälteanlagen aus der DDR
- 1969: Käuzchenkuhle
- 1969: Mit mir nicht, Madam!
- 1970: He, Du!
- 1970: Der rote Reiter
- 1971: Dornröschen
- 1972: Schiffskälteanlagen aus der DDR
- 1973: Stülpner-Legende (Fernsehserie)
- 1974: Nachtarbeiter – Berlin, Herbst 73